# Saint-Paul-le-Jeune
 Saint-Paul-le-Jeune  es una población y comuna francesa, ubicada en la región de Ródano-Alpes, departamento de Ardèche, en el distrito de Largentière y cantón de Les Vans.

## Demografía
| 987 | 847 | 854 | 819 | 862 | 762 |
| Para los censos de 1962 a 1999 la población legal corresponde a la población sin duplicidades (Fuente: INSEE [Consultar]) |     |     |     |     |     |